# Louis Boyer
| Odkryte planetoidy: 40 | Odkryte planetoidy: 40 |
| ---------------------- | ---------------------- |
| (1177) Gonnessia       | 24 listopada 1930      |
| (1211) Bressole        | 2 grudnia 1931         |
| (1212) Francette       | 3 grudnia 1931         |
| (1295) Deflotte        | 25 listopada 1933      |
| (1296) Andrée          | 25 listopada 1933      |
| (1301) Yvonne          | 7 marca 1934           |
| (1338) Duponta         | 4 grudnia 1934         |
| (1339) Désagneauxa     | 4 grudnia 1934         |
| (1340) Yvette          | 27 grudnia 1934        |
| (1343) Nicole          | 29 marca 1935          |
| (1344) Caubeta         | 1 kwietnia 1935        |
| (1364) Safara          | 18 listopada 1935      |
| (1377) Roberbauxa      | 14 lutego 1936         |
| (1380) Volodia         | 16 marca 1936          |
| (1392) Pierre          | 16 marca 1936          |
| (1400) Tirela          | 17 listopada 1936      |
| (1412) Lagrula         | 19 stycznia 1937       |
| (1413) Roucarie        | 12 lutego 1937         |
| (1414) Jérôme          | 12 lutego 1937         |
| (1415) Malautra        | 4 marca 1937           |
| (1416) Renauxa         | 4 marca 1937           |
| (1511) Daléra          | 22 marca 1939          |
| (1574) Meyer           | 22 marca 1949          |
| (1577) Reiss           | 19 stycznia 1949       |
| (1594) Danjon          | 23 listopada 1949      |
| (1597) Laugier         | 7 marca 1949           |
| (1598) Paloque         | 11 lutego 1950         |
| (1599) Giomus          | 17 listopada 1950      |
| (1601) Patry           | 18 maja 1942           |
| (1606) Jekhovsky       | 14 września 1950       |
| (1616) Filipoff        | 15 marca 1950          |
| (1617) Alschmitt       | 20 marca 1952          |
| (1629) Pecker          | 28 lutego 1952         |
| (1630) Milet           | 28 lutego 1952         |
| (1649) Fabre           | 27 lutego 1951         |
| (1713) Bancilhon       | 27 września 1951       |
| (1714) Sy              | 25 lipca 1951          |
| (1851) Lacroute        | 9 listopada 1950       |
| (2021) Poincaré        | 26 czerwca 1936        |
| (4422) Jarre           | 17 października 1942   |

Louis Boyer (ur. 20 stycznia 1901, zm. 1999) – francuski astronom. Pracował w obserwatorium w Algierze, a później w Nicei. W latach 1930–1952 odkrył łącznie 40 planetoid.
Jego nazwiskiem nazwano planetoidę (1215) Boyer.